# جاكوبستاد
ياكوبستاد (بالفنلندية: Pietarsaari)‏، هي مدينة في فنلندا، تقع على الساحل الغربي للبلاد. تقع ياكوبستاد في أوستروبوثنيا، على طول خليج بوثنيا.

## الأصل
الاسم السويدي يعني حرفياً "مدينة يعقوب"، نسبة إلى جاكوب دي لا غاردي. تأسست المدينة في ميناء قديم ضمن أبرشية بيديرسوري، وما زال هذا الاسم قائماً في النسخة الفنلندية "بيتارساري" التي تعني "جزيرة بطرس".

## تاريخ
تأسست المدينة في عام 1652 على يد إيبا براي، أرملة القائد العسكري جاكوب دي لا جاردي، وحصلت على امتيازات المدينة من الملكة كريستينا ملكة السويد. تأسست المدينة في الميناء القديم للرعية "بدرسوري". ولا تزال "بدرسوري" بلدية مستقلة مجاورة لـ "جاكوبستاد".
نمت المدينة ببطء في البداية، حيث لم تروج السلطات للنمو. في عام 1680، طُلب من السكان الانتقال إلى مدن كوكولا وأولو ونيكارليبي، ولكن تم إلغاء الأمر لاحقاً. كما ساهمت الحروب في تباطؤ النمو، حيث غزت القوات الروسية المدينة مرتين خلال الغيظ الأكبر، ودمرت أجزاء كبيرة من المدينة بالنيران. هرب غالبية السكان، حيث انتقل الأثرياء إلى الجانب السويدي، بينما لجأ آخرون إلى الغابات أو الأرخبيل. تم القبض على العديد منهم أو قتلهم. خلال عشرينيات القرن الثامن عشر، عاد بعض السكان السابقين، كما انضم السكان الجدد إلى المدينة. وتميزت العقود اللاحقة بفترة من النمو، حيث تم بناء الكنيسة الحالية في عام 1731.
تم وضع الأساس الاقتصادي في منتصف القرن الثامن عشر، مع التركيز على صناعة القطران وتغليف التبغ. وبدأت التجارة في التطور بسرعة في "جاكوبستاد" اعتباراً من عام 1765، عندما منحت المدن على الشاطئ الفنلندي لخليج بوثنيا امتيازات من التاج السويدي للتجارة المباشرة مع الدول الأجنبية. أدى ذلك أيضًا إلى ازدهار صناعة بناء السفن. كانت أولى السفن التي أبحرت محملة بالبضائع إلى دول أجنبية هي السفينة الشراعية "سفينة جاكوبستاد" والسفينة بريج "إنيجيهيتن". جعلت التجارة وبناء السفن من "جاكوبستاد" مدينة ثرية، وكان رجل الأعمال البارز في ذلك الوقت هو التاجر وباني السفن أدولف ليندسكوج، الذي أصبح أيضًا من بين أغنى الرجال في فنلندا.

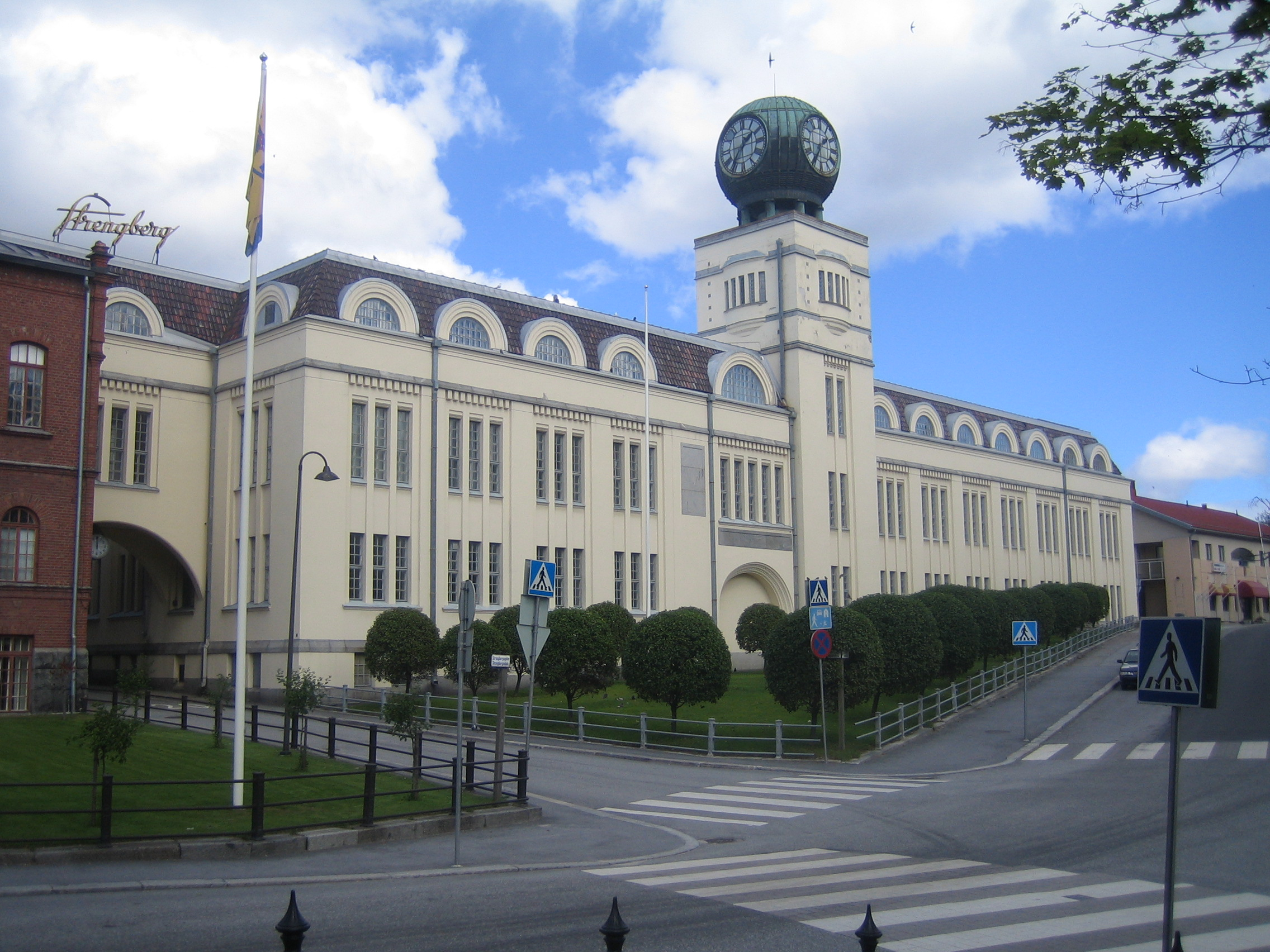
مصنع "سترينجبيرج" للتبغ

كانت بداية القرن التاسع عشر فترة اضطرابات، حيث شهدت حرب 1808–1809 بين السويد وروسيا، وحريقاً مدمرًا في عام 1835 دمر حوالي نصف المدينة. ومع ذلك، استمر التقدم الاقتصادي، وتم تأسيس مصنع للجعة ومصنع أعواد الثقاب وعدة بنوك بعد عام 1850. في عام 1859، بدأ التاجر ومالك السفن بيتر مالم منشرة بخارية، وكانت ثاني منشأة من نوعها في فنلندا. كانت حرب القرم انتكاسة كبيرة لصناعة الشحن، حيث فرضت البحرية البريطانية حصارًا فعالًا وتقلص أسطول الشحن في "جاكوبستاد" من 26 سفينة إلى 9 خلال حرب أولاند.
كان رجال الأعمال البارزون في القرن التاسع عشر أوتو مالم وويلهيلم شاومان، الذي أسس مصنعاً لـ "شيكوري" (بديل للقهوة) في "جاكوبستاد" عام 1883. وعادةً ما يُعتبر هذا الحدث بداية التصنيع في "جاكوبستاد". في عام 1900، كان مصنع تبغ سترينجبيرج هو أكبر صاحب عمل في المدينة.
كانت مدرسة مدفعية تقع في "جاكوبستاد" خلال الحرب الأهلية الفنلندية. وخلال الحرب العالمية الثانية، تعرضت المدينة لقصف من الطائرات السوفيتية مما أسفر عن وقوع بعض الإصابات. حتى الستينيات، كانت المدينة صغيرة في الغالب وناطقة بالسويدية مع أقلية صغيرة ناطقة بالفنلندية، ولكن بسبب التوسع الصناعي في الستينيات والسبعينيات، زاد عدد الناطقين بالفنلندية وأصبحت المدينة تقريباً ذات أغلبية ناطقة بالفنلندية.

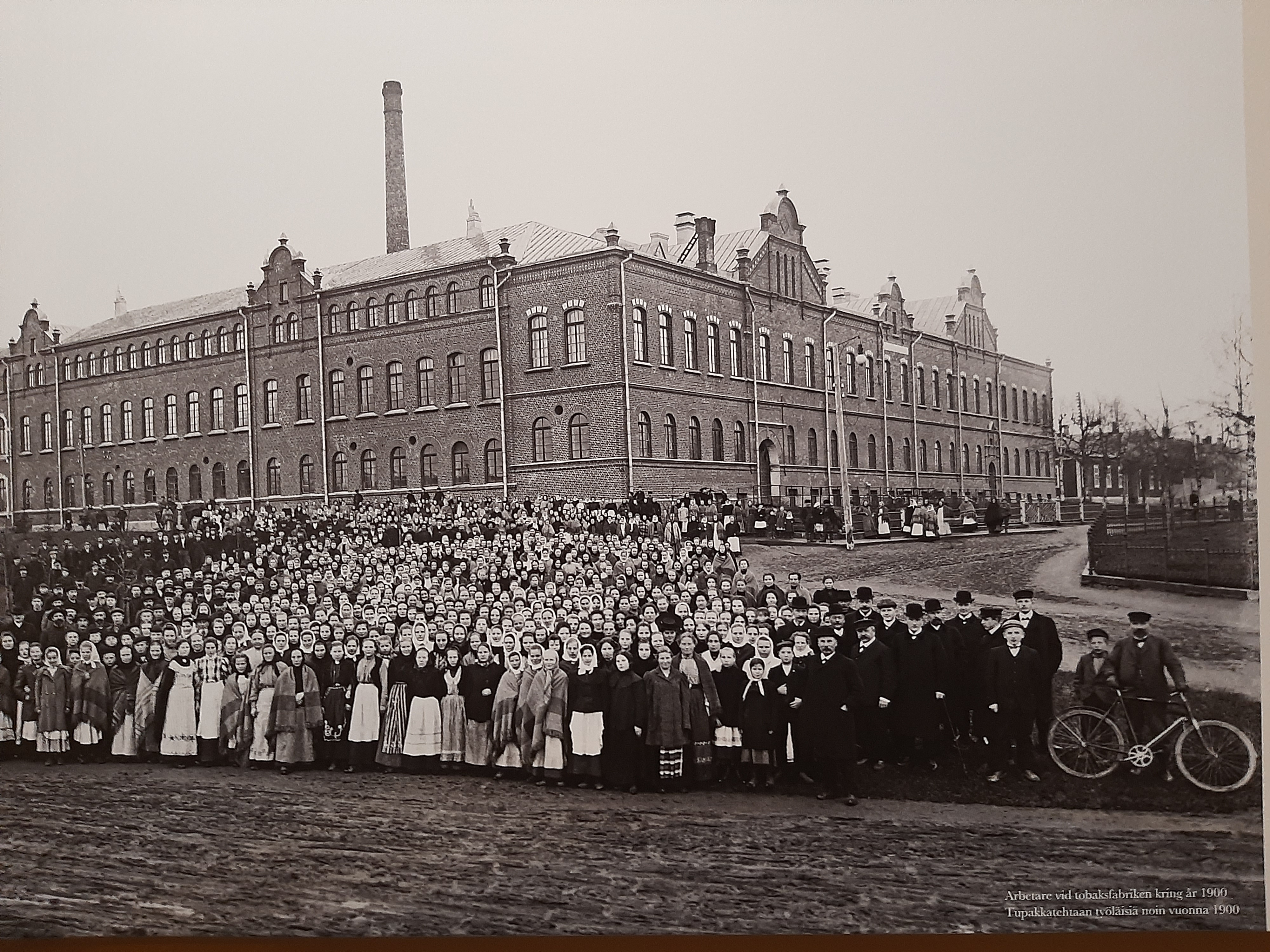
مصنع سترينجبيرج للتبغ عام 1900

### الصناعات المبكرة
في النصف الثاني من القرن التاسع عشر، تحولت المدينة من مدينة شحن إلى مدينة صناعية. خلال الفترة من 1850 إلى 1900، زاد عدد السكان من حوالي 1500 إلى أكثر من 6000 نسمة. تطورت المصانع القائمة بسرعة وتم إنشاء مصانع جديدة. كانت الإنتاجية في المصانع لا تزال صغيرة الحجم. كانت المدينة تنتج كل شيء من الجعة والمشروبات الروحية إلى الصابون وأعواد الثقاب. زاد عدد الناطقين بالفنلندية في المدينة بشكل حاد عندما توسع مصنع التبغ وأصبح في حاجة ماسة إلى الأيدي العاملة.

## السياسة
نتائج الانتخابات البلدية الفنلندية 2017 في "جاكوبستاد":
| الحزب                                | المقاعد |
| ------------------------------------ | ------- |
| حزب الشعب السويدي في فنلندا          | 19      |
| الحزب الاشتراكي الديمقراطي في فنلندا | 10      |
| تحالف اليسار (فنلندا)                | 5       |
| الديمقراطيون المسيحيون (فنلندا)      | 4       |
| برو بييتارسااري-جاكوبستاد            | 3       |
| حزب العصبة الخضراء                   | 1       |
| حزب الوسط (فنلندا)                   | 1       |

## الفعاليات
يُقام في نهاية شهر يوليو حدث أيام جاكوب. يستمر الحدث لمدة أسبوع كامل ويشمل فعاليات متنوعة مثل الحفلات الموسيقية، وأكشاك التجار، والمسابقات، والعروض. ويجذب عددًا كبيرًا من الأشخاص كل عام.
يعود اسم الحدث إلى "أيام جاكوب" ويشير إلى اسم المدينة.
في نهاية نوفمبر، يُقام سنويًا مهرجان موسيقى الحجرة روسك في "جاكوبستاد". يقام المهرجان في قاعة شاومان بمركز المدينة، وتنتشر الفعاليات في أنحاء المنطقة الحضرية المحيطة.

## الثقافة والمعالم

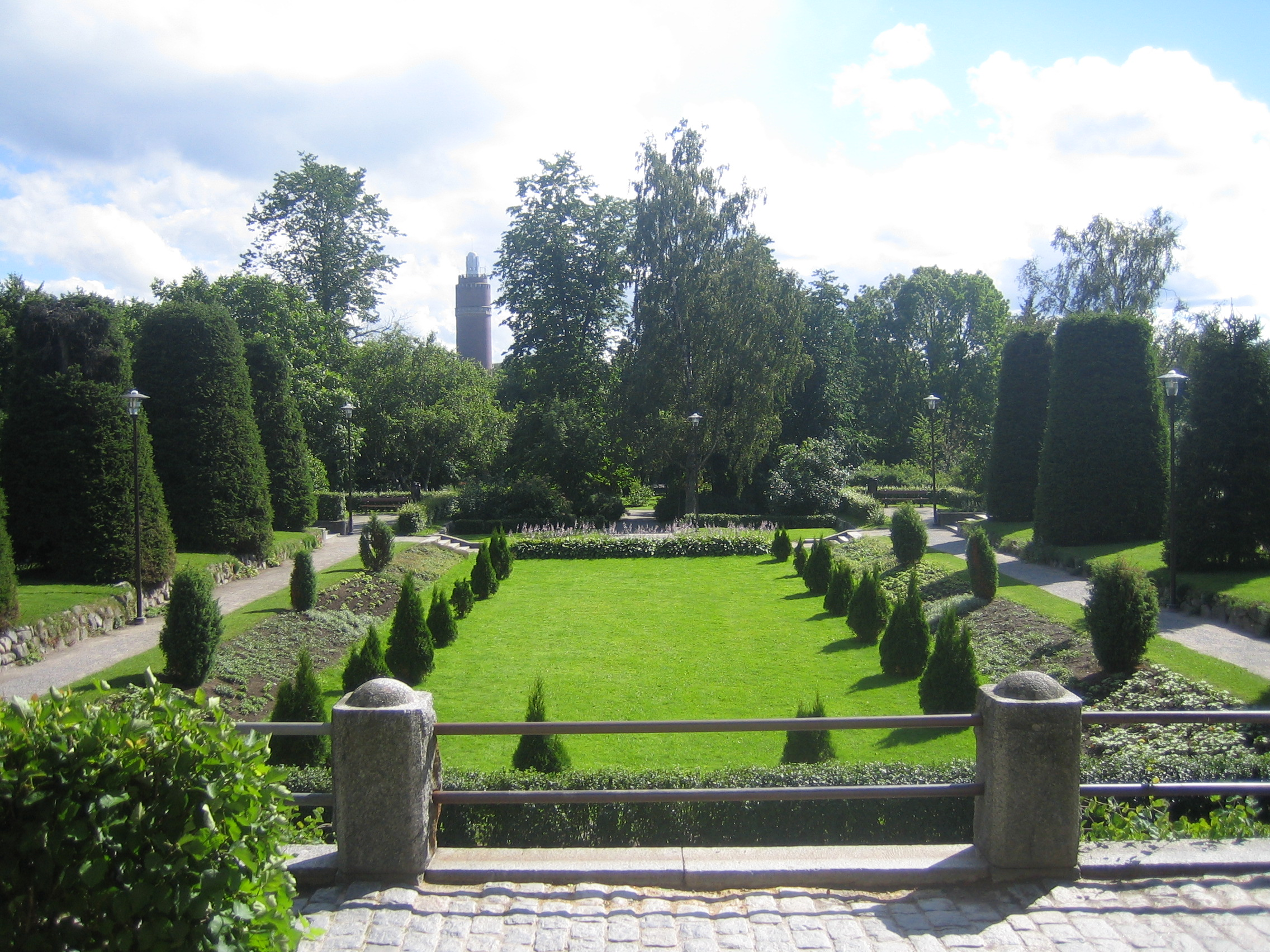
حديقة سكولباركين النباتية

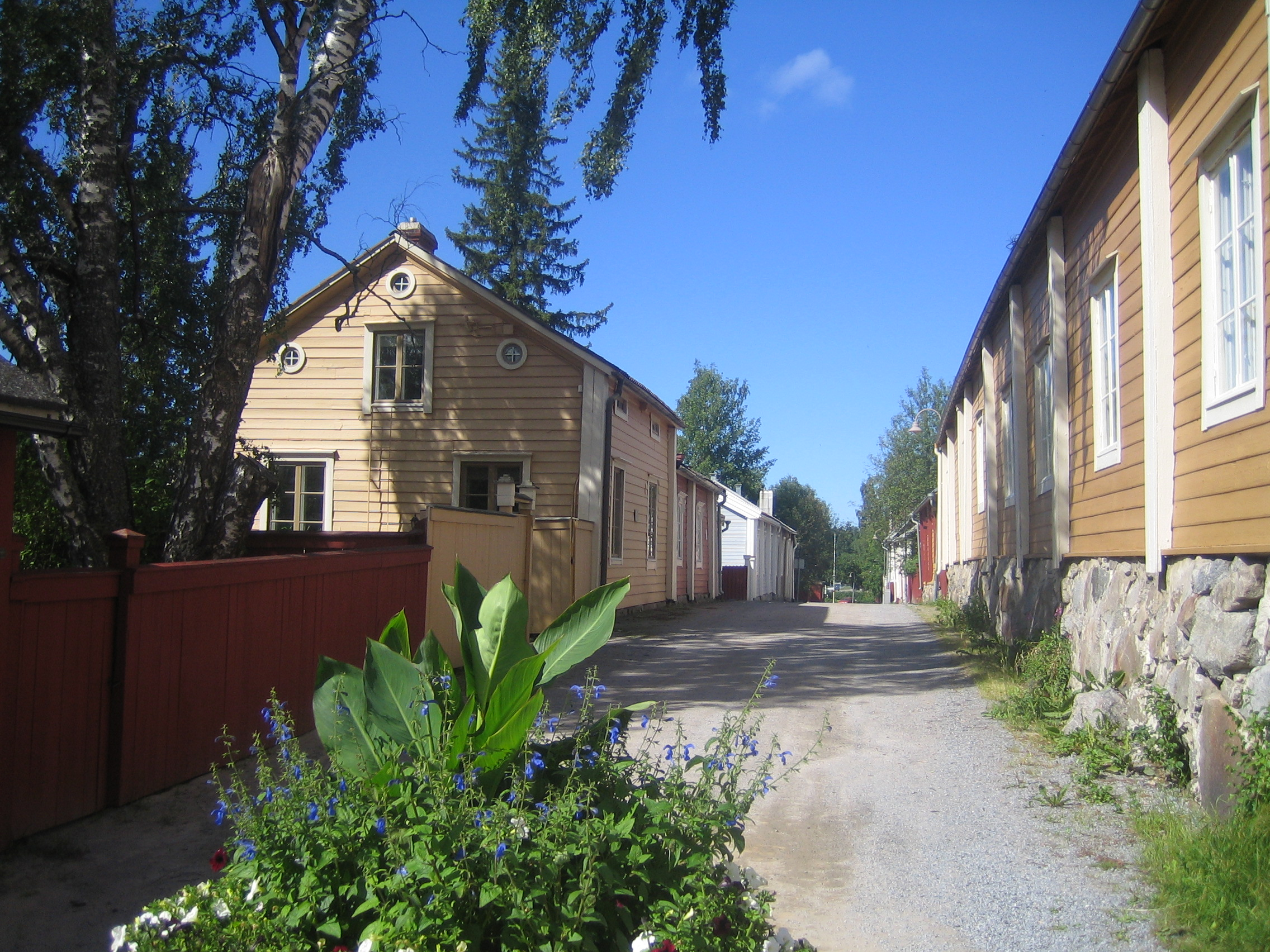
المدينة القديمة "سكاتا"

- بلدية جاكوبستاد (بالسويدية: Jakobstads rådhus) هو مبنى تاريخي في المدينة اكتمل بناؤه في عام 1875، والمظهر الحالي للمبنى يعود لعام 1890.
- تعد "جاكوبستاد" موطنًا للسفينة الشراعية سفينة جاكوبستاد، وهي نسخة كاملة الحجم تم بناؤها بين عامي 1987 و1992.
- متحف جاكوبستاد - بييتارسااري هو المتحف الرئيسي في المدينة ويركز على التاريخ البحري وبناء السفن.
- يقع متحف القطب الشمالي نانوق خارج جاكوبستاد.
- كان متحف "شيكوريا" المتخصص في شيكوري الوحيد في فنلندا. في مصنع شيكوري السابق من القرن التاسع عشر، يمكن للزوار التعرف على إنتاج شيكوري.
- حديقة سكولباركين النباتية التي تضم حوالي 1000 نوع من النباتات.

## الطعام
في الثمانينيات، تم تصنيف نوع من ليفرورست كطعام تقليدي في "جاكوبستاد".

## الرياضة
يلعب فريق كرة القدم إف إف جارو حالياً في دوري الدرجة الثانية الفنلندي ‏، الدوري الثاني في فنلندا. أيضاً، يعتبر النادي موطنًا لفريق Kakkonen.

## المدن التوأم
توأمة "جاكوبستاد":
- أسكر، النرويج
- بونده، ألمانيا
- إيسلوف، السويد
- جارذابير، أيسلندا
- جامستاون، الولايات المتحدة
- جورمالا، لاتفيا
- رودرسدال، الدنمارك

## شخصيات بارزة

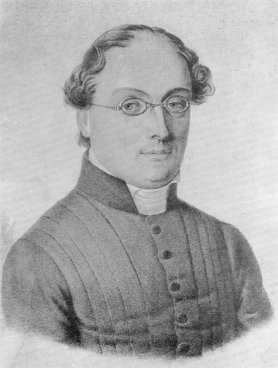
ي. ل. رونيبيرغ

- أليكسي إريمنكو الابن، لاعب كرة قدم
- رومان إريمنكو، لاعب كرة قدم
- سارا فورسبيرغ، مغنية، ممثلة، وكوميدية
- بيرتل يونغ، مهندس معماري ومخطط مدن
- ماتياس "فريت" ليلمونس، مغني فرقة الميتال الفنلندية فينترول
- كارل نارز ووالتر نارز، صناعيان
- فريدريك نورينا، لاعب هوكي الجليد (حارس مرمى)
- جينز بورتين، لاعب كرة قدم
- يوناس بورتين، لاعب كرة قدم
- فريدريكا رونيبيرغ، كاتبة
- يوهان لودفيغ رونيبيرغ، شاعر قومي ومؤلف النشيد الوطني لفنلندا
- توماس ساندستروم، لاعب هوكي الجليد
- أوسيان شاومان، مؤسس المنظمة غير الحكومية الناطقة بالسويدية فولكهلسان
- ماغنوس شيرفبيك، مهندس معماري
- سيمون سكارب، لاعب كرة قدم
- فيليب أولريك سترينبرغ، رجل أعمال بارز وصاحب أغلبية في مصنع التبغ المحلي في القرن التاسع عشر
- هايدي سندبلاد-هالمي، ملحنة ومؤسسة أوركسترا النساء في هلسنكي

## روابط خارجية
- بلدية جاكوبستاد - الموقع الرسمي
- صحيفة أوستربوتنس تيدنينغ - الصحيفة المحلية
- أيام ياكوب
- متحف الهندباء البرية نسخة محفوظة 2012-10-08 على موقع واي باك مشين. - متحف الهندباء البرية